# ITX
 (avril 2024).
Si vous disposez d'ouvrages ou d'articles de référence ou si vous connaissez des sites web de qualité traitant du thème abordé ici, merci de compléter l'article en donnant les références utiles à sa vérifiabilité et en les liant à la section « Notes et références ».
Pour les articles homonymes, voir ITX (homonymie).
ITX (Information Technology eXtended) est un format de carte mère développé par VIA pour ses plates-formes miniatures à faible dissipation thermique.
En 2001, VIA présente ce format qui s'inscrit dans un courant opposé de ses concurrents plus portés sur les performances. Ses produits remporteront un succès, qui sera cependant limité par le manque de puissance globale du système. 

## Vers la miniaturisation

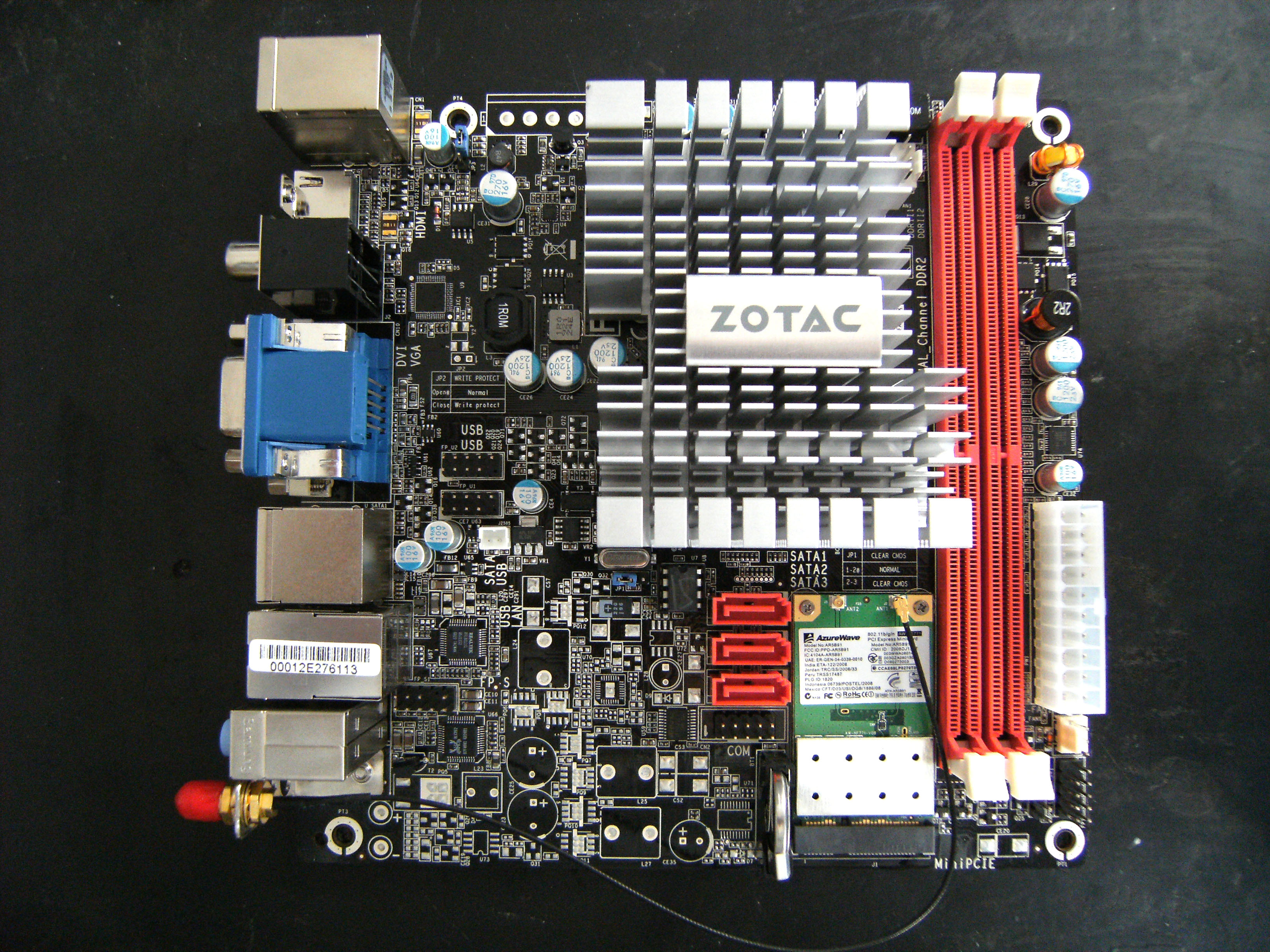
Carte-mère Zotac ION D mini-ITX avec Atom 330.

La première version, le format ITX, a connu un succès limité en raison de ses dimensions très proches du format Flex ATX, qui était déjà établi sur le marché.
Son successeur, le format mini-ITX, qui réduit les dimensions à un carré de 17 centimètres de côté, fut un meilleur succès commercial.VIA approfondit son projet en y ajoutant une intégration poussée. Les cartes mères offrent des connectiques complètes, incluant pour la grande majorité d’entre elles une sortie S-Vidéo (ce qui est rare, à une ou deux exceptions près, car seules les cartes mères mini-ITX proposent directement ce connecteur) ainsi que de plus en plus de sorties HD telles que le HDMI, le YUV ou le DVI.
Depuis, VIA travaille sur deux axes : la miniaturisation (avec le nano-ITX de 12x12) et l'augmentation de la puissance de traitement (le nouveau processeur C7 peut désormais fournir la puissance nécessaire à un HTPC).

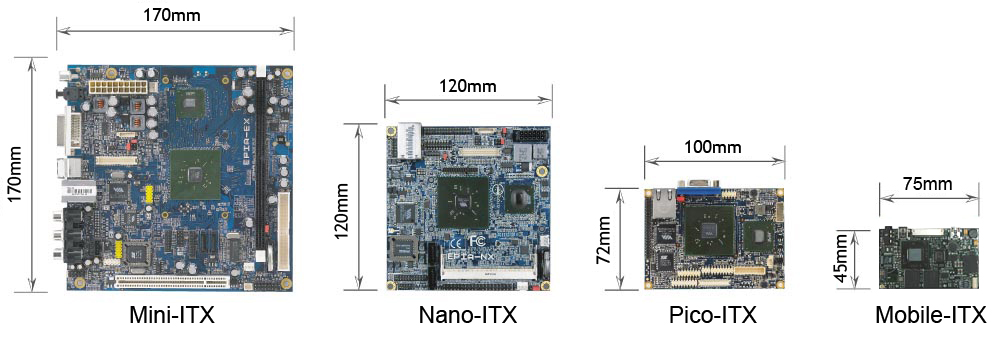
Comparaison des facteurs de forme de carte mère ITX

## Réponse des concurrents
Pendant longtemps, Intel et AMD ne se sont pas positionnés. Cependant, avec l’essor du marché des petits systèmes, des répliques commencent à apparaitre. En 2007, AMD a présenté son format DTX, légèrement plus grand que les équivalents ITX, mais bénéficiant de la puissance d’un Athlon 64. De son côté, Intel a annoncé sa plate-forme Little Valley, accueillant un processeur Celeron. En 2008, Intel a lancé sa plate-forme Intel Atom.

## Consommation
Les processeurs voient leur consommation réduite à chaque génération. Alors que le C3 consommait de 6 à 12 watts, son grand frère le C7 nécessite entre 3,7 et 20 watts selon le modèle.
La consommation électrique d’une plate-forme mini-ITX de base est d’environ 45 watts. L’avènement des nouveaux processeurs basse consommation, notamment chez Intel en 2008, devrait permettre de réduire encore cette valeur, avec un TDP annoncé entre 0,65 et 2,4 watts.